# クリップ

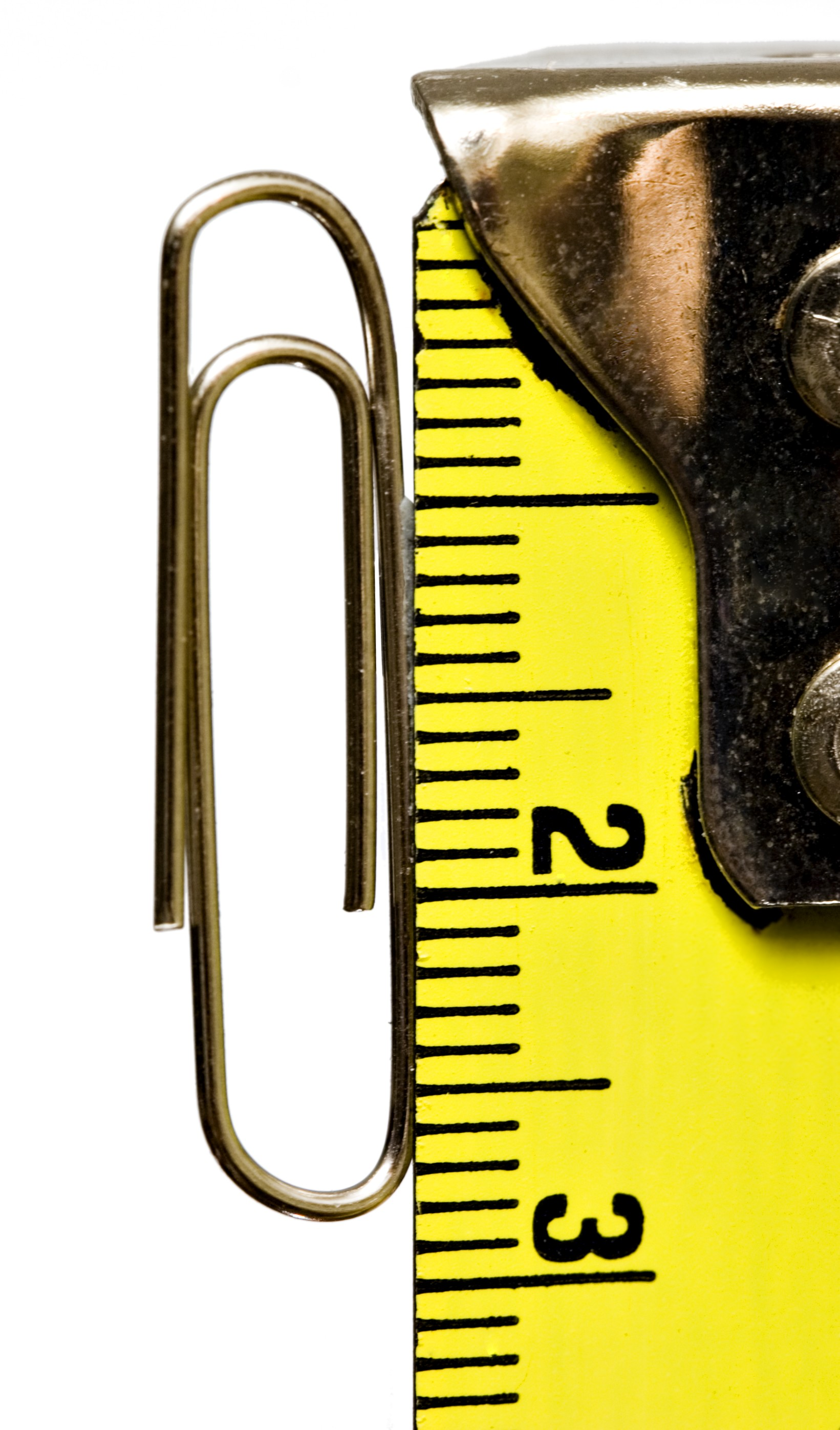
ゼムクリップ

クリップ（clip）は、つかんで留め置くための器具。一定の状態で固定しておくことそのものを目的としているもの（紙などを挟むために用いられる文房具のクリップや髪を留めるヘアクリップなど）のほか、物に固定することを手段として一定の目的を果たす役割をもつもの（電線の接続を目的とする電子部品のクリップやはんだ付けの際に熱から電子部品を守るための放熱を目的とするヒートクリップなど）もある。なお、クリップ扇風機のように電気製品の本体と一体となっている場合もある。

## 歴史
最も広く使われている細長い長円形のクリップは特許が取得されておらず、誰が発明者かはっきりしていないが、イギリスで1890年頃にゼム・マニュファクチュアリング・カンパニー（The Gem Manufacturing Company）が発明したと言われている。1899年にコネチカット州ウォーターバリー出身のウィリアム・ミドルブルックが、この形のクリップを作る機械の特許を取得している。この形のものは現在でもゼムクリップと呼ばれており、スウェーデン語では全ての文房具のクリップをゼム（gem）と呼んでいる。
東ローマ帝国では真鍮製のクリップを使っていたため、この地の職人が発明した可能性が高い。しかし、1つずつ手作業で作られていたこともあり、あまりにも高価であったため、皇帝やわずかな貴族しか使用していなかった。
ノルウェー人のヨハン・バーラーが、1899年と1901年に若干構造を変えたクリップの特許を取得したが、ゼムクリップのほうが機能性に優れていたため、広まらなかった。多くの本が誤ってバーラーを発明者としているが、これは間違いである。またノルウェー人が発明したわけでもない。しかし、バーラーが特許を取得するなど、ノルウェー人が関わっていたことが事実であるため、ゼムクリップは第二次世界大戦中、ドイツの占領下にあったノルウェーで抵抗運動のシンボルとして使われることとなった。イギリスに亡命したホーコン7世に対する忠誠とノルウェーの団結を示すため、ノルウェー人はゼムクリップを服につけて密かに抵抗運動のシンボルとしていたのである。戦後、オスロの郊外にバーラーの名誉をたたえて巨大なゼムクリップの彫刻が建立された。

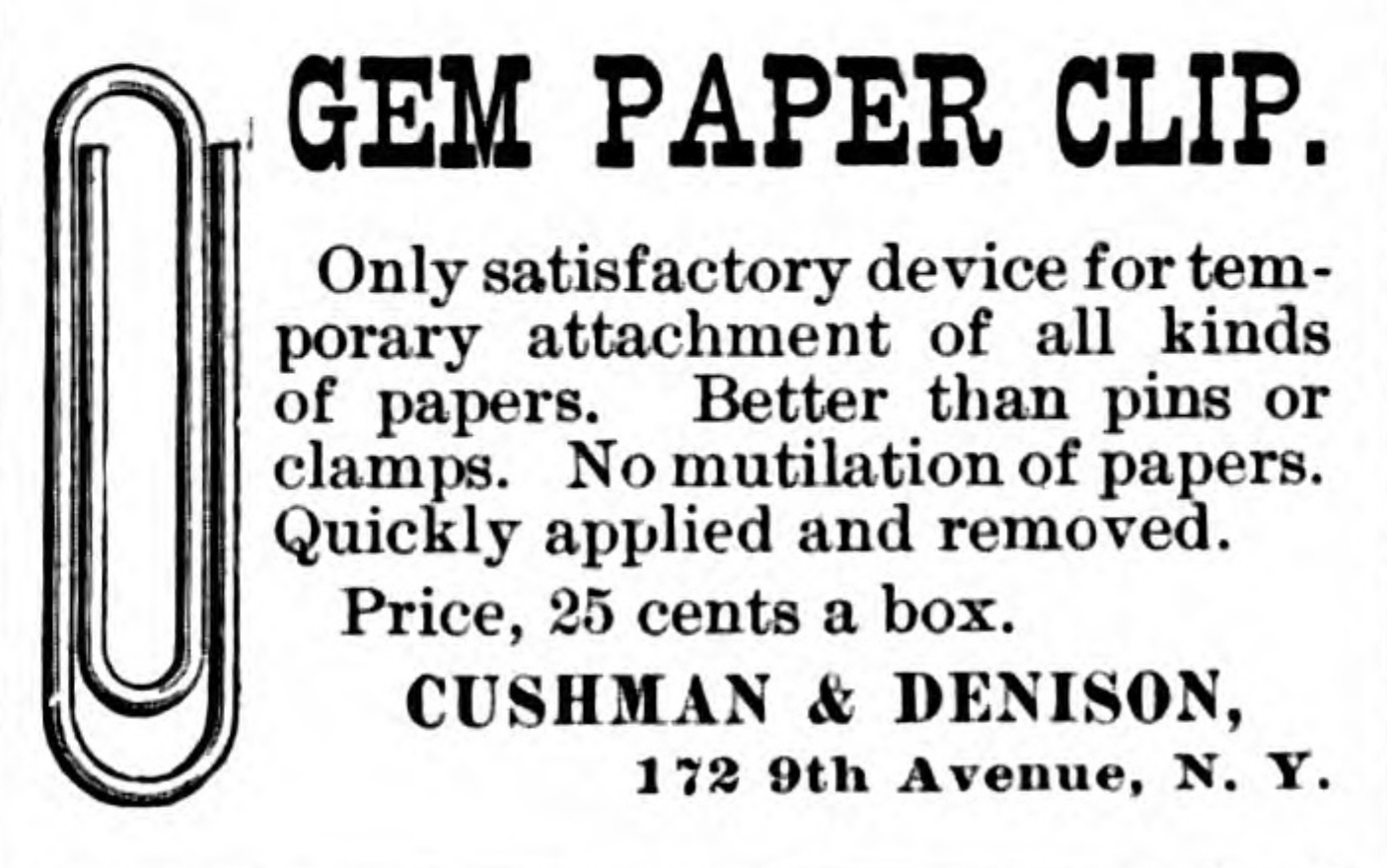
ゼムクリップの広告（1893年、米国）
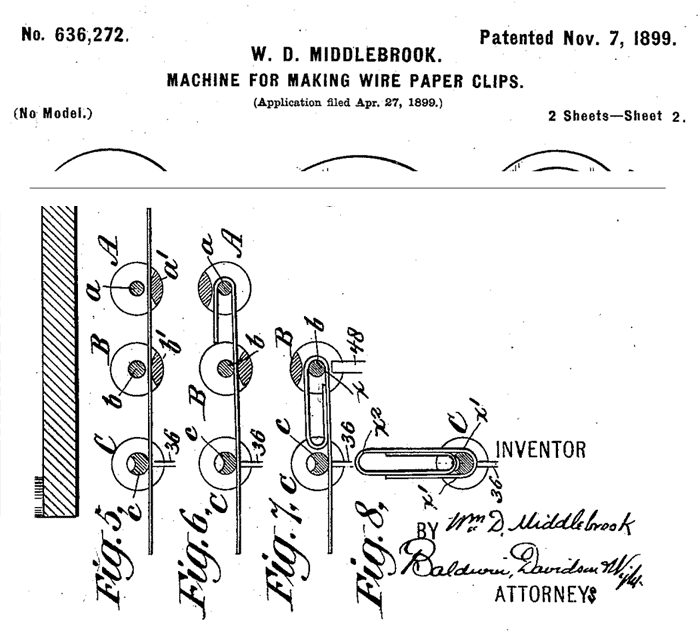
ゼムクリップ製造の特許（1899年、米国）
バーラーのクリップ
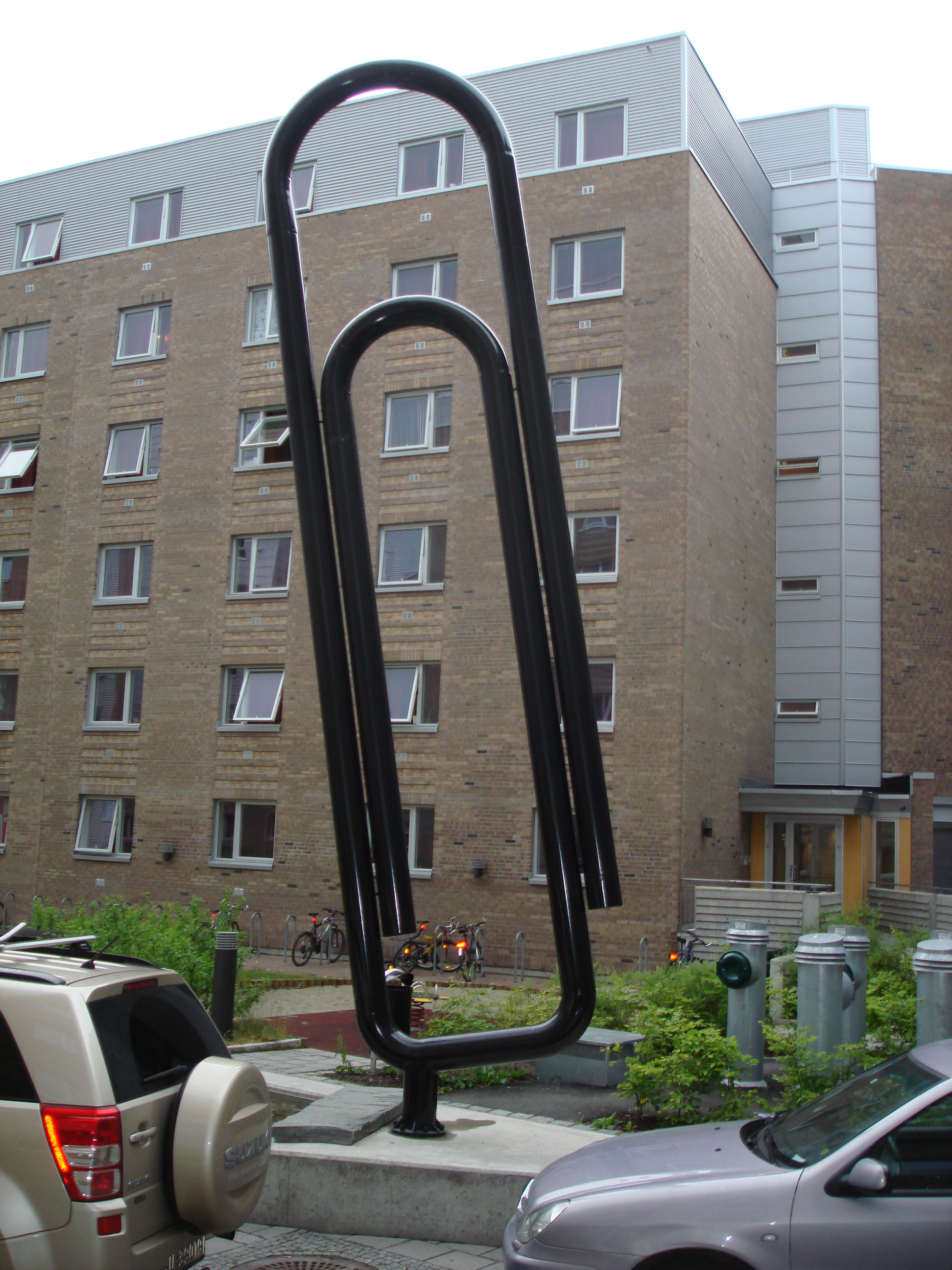
ゼムクリップのオブジェ（オスロ）

## クリップの種類

### 文房具
ゼムクリップ
数枚の薄い紙を挟むために用いられる、針金などを曲げて作られたクリップ。プラスチック製のものもある。ゼムピン。
目玉クリップ（蛇の目クリップ）
大きさにもよるが、コピー用紙でおおむね100〜数百枚程度までの紙を束ねる事ができる。金属製でばね仕掛けになっており、つまみの部分が中心に穴の空いた丸い形状をしている。
ターンクリップ（ダブルクリップ・Wクリップ）
つまみの部分を折り返すことによって、かさばらないようにすることが可能なクリップ。バインダークリップ (Binder clip) または、フォウルドバッククリップ（Foldback clip）ともよばれる。「Vゼムクリップ」「スプリングゼムクリップ」など形状が異なる製品も存在する。
1910年、アメリカ合衆国のルイス・エドウィン・バルツレーによって発明された。てこの原理で開閉負荷を減らした製品もある。
山形クリップ
つまみの部分が山形になった比較的大型のクリップ。
バチ型クリップ
三味線のバチをヒントに作られた
スライドクリップ
はさんで押すだけ、軽い力で使えるスライド式のクリップ。
連射式クリップ

用箋挟（クリップボード）

他にも「シンブンクリップ」「ジョイントクリップ」「スーパークリップ」など様々な種類が開発され製品化されている。

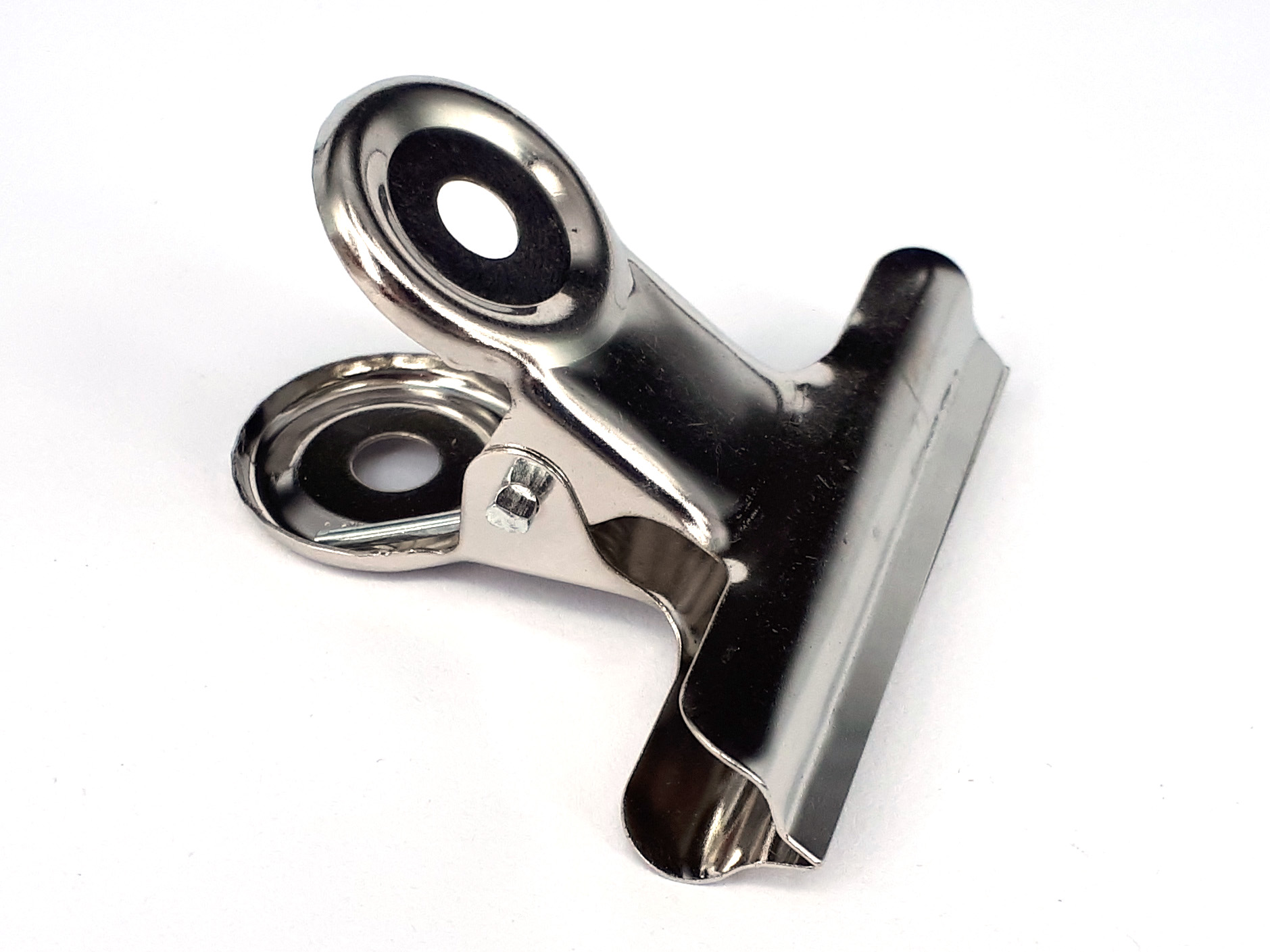
目玉クリップ
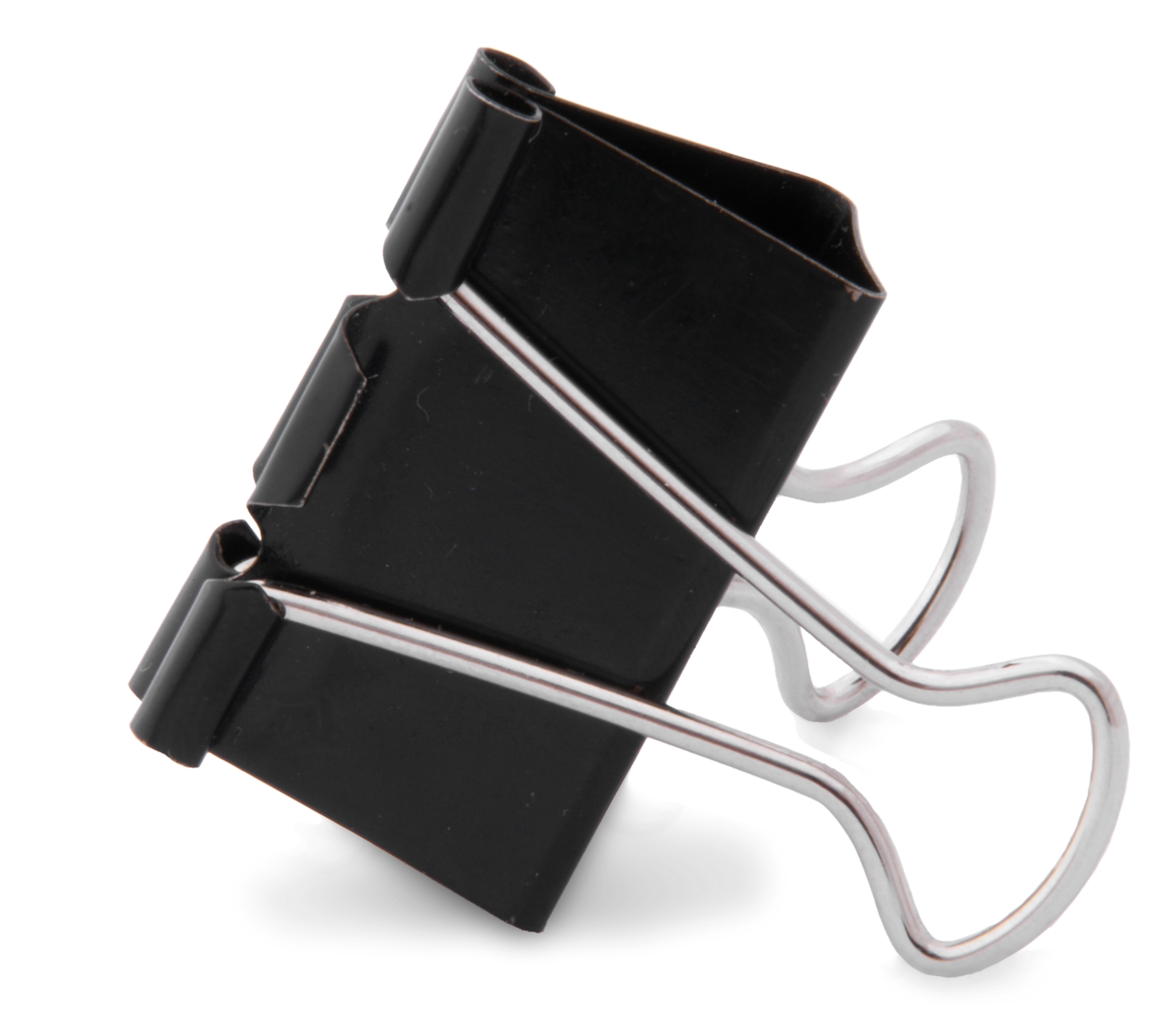
ダブルクリップ
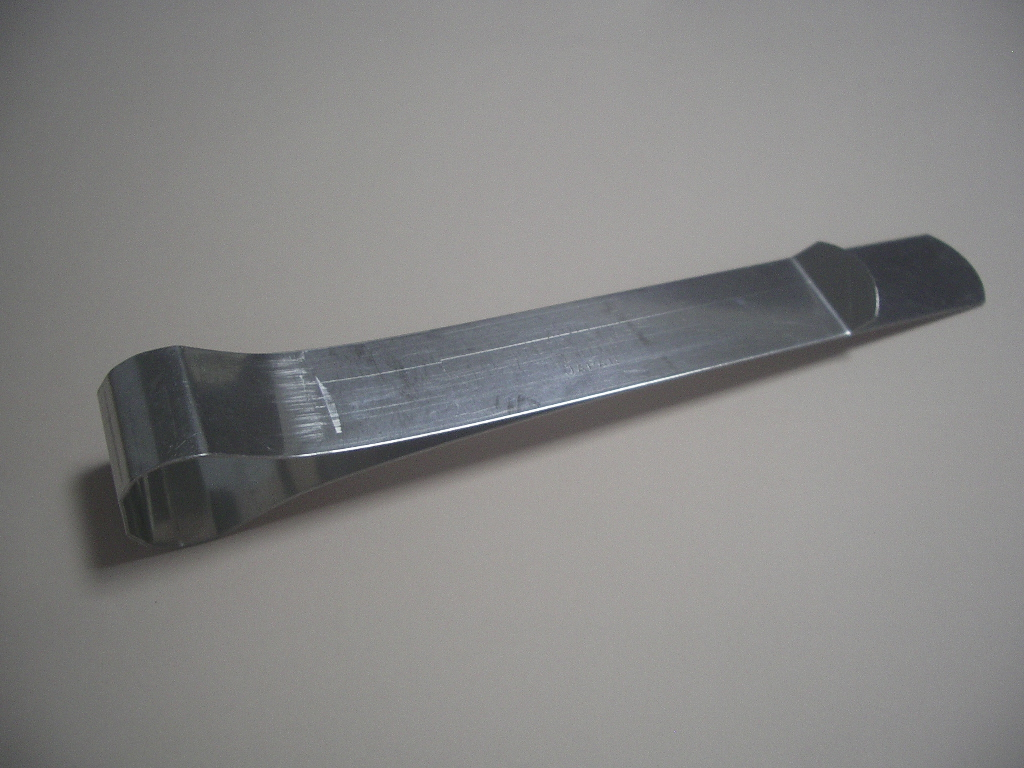
大型クリップ
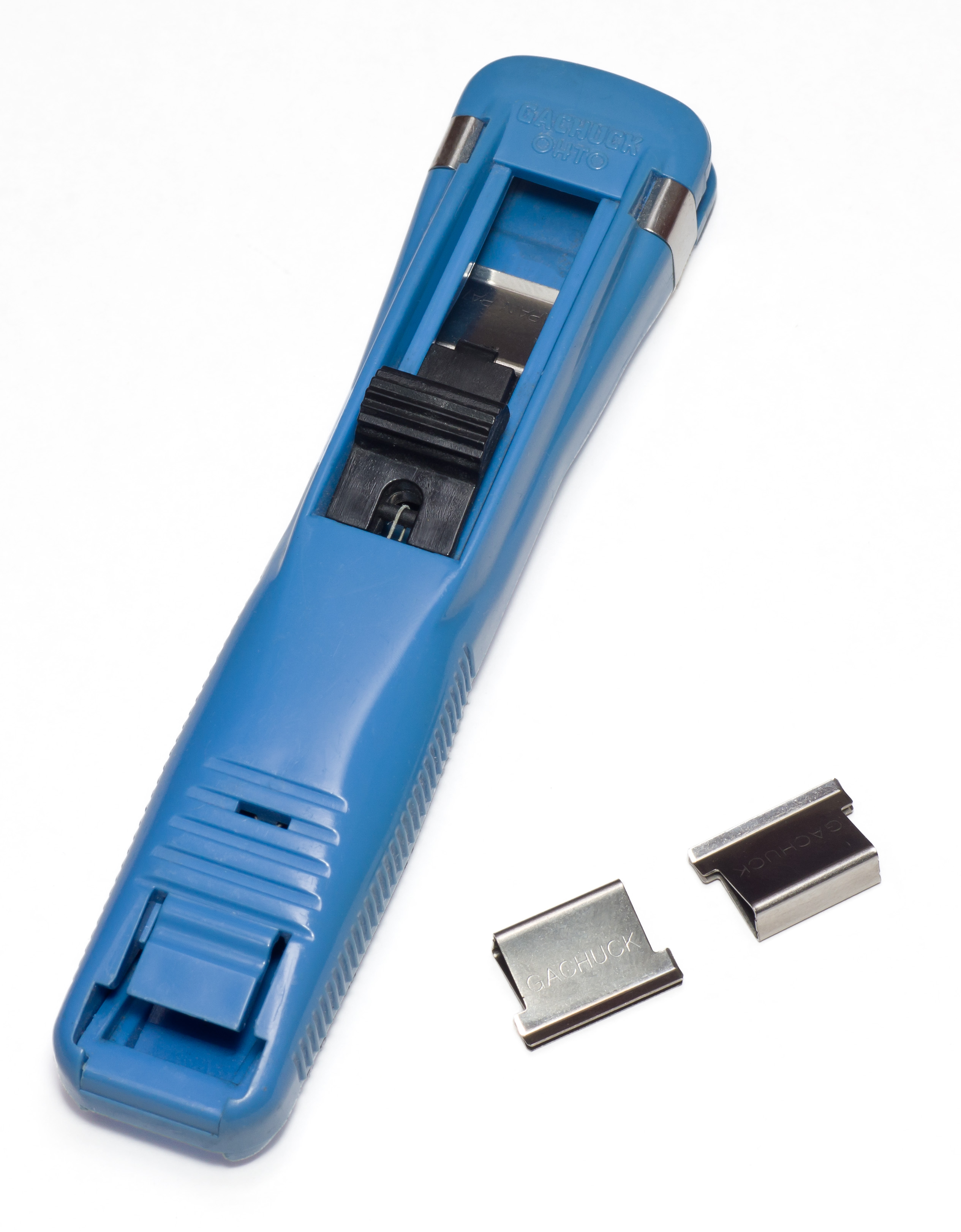
連射式クリップ
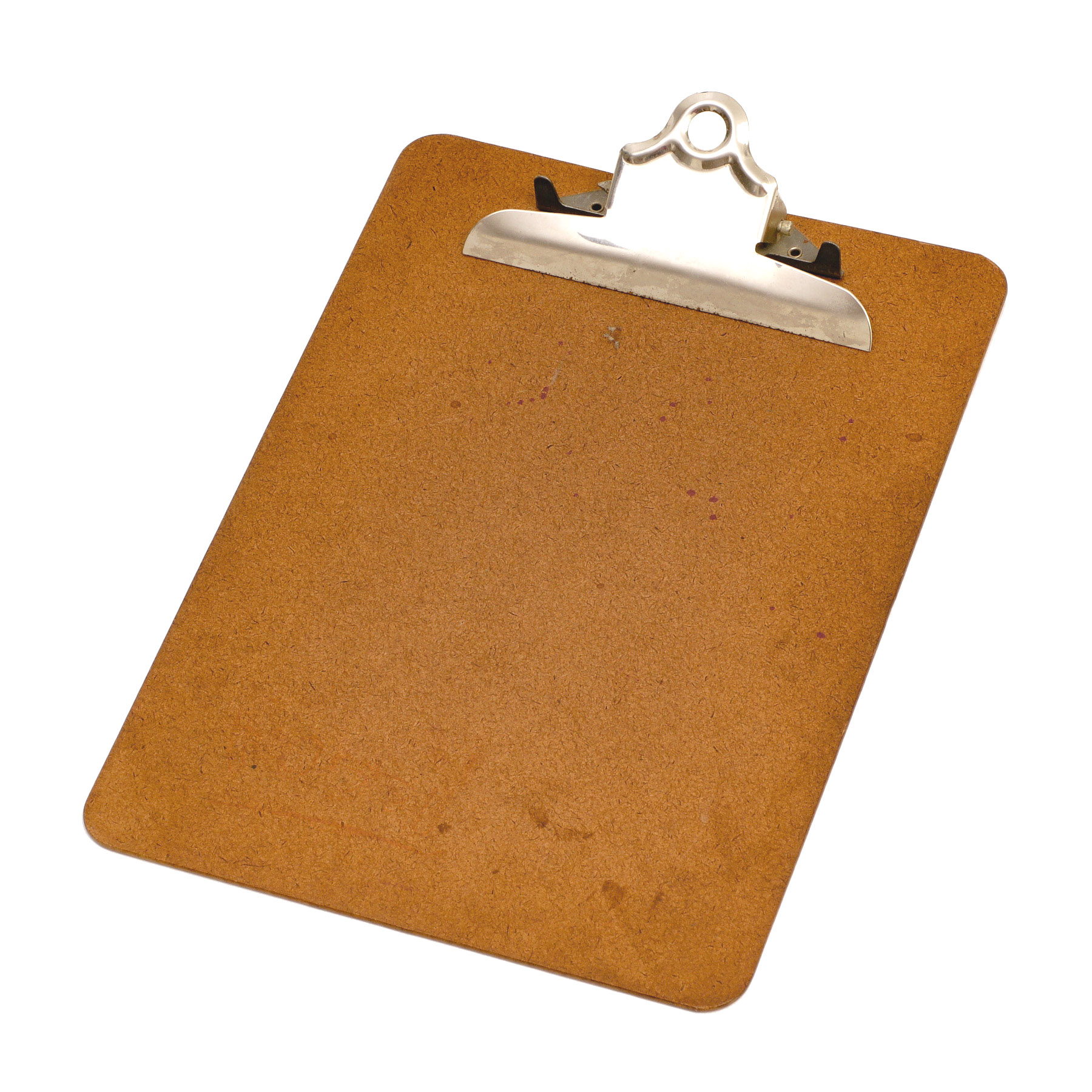
クリップボード

### 電子部品
電子回路において端子やリード線を挟むことによって電線を接続するための電子部品としてのクリップについて紹介する。
みの虫クリップ
端子やリード線を挟んで接続するための本体に、(基本的には)ビニールなどの覆いをかぶせた形状のクリップ。外観が蓑虫に似ていることから、この名がある。主に弱電に用いられる。
ワニグチクリップ
端子やリード線を挟んで接続するための、本体がむき出しになった形状のクリップ。つまむ部分を絶縁体で覆ったものもある。名前は外観がワニの口に似ていることから。弱電用の小型から、ブースターケーブルの先端に用いるような大型のものまである。
ICテストクリップ
電子基板上に実装された DIP タイプの IC を両側から挟み、細く間隔が狭い IC のリード（足）へ、オシロスコープなどの測定プローブを接続しやすくするための工具。Jの字型に曲がった先端部分の内側に持つ接点を、他端に並ぶ金属製のピンに導いてある。ピンの先端は釘の頭と同じく鍔がついており、プローブが外れにくい工夫がされている。

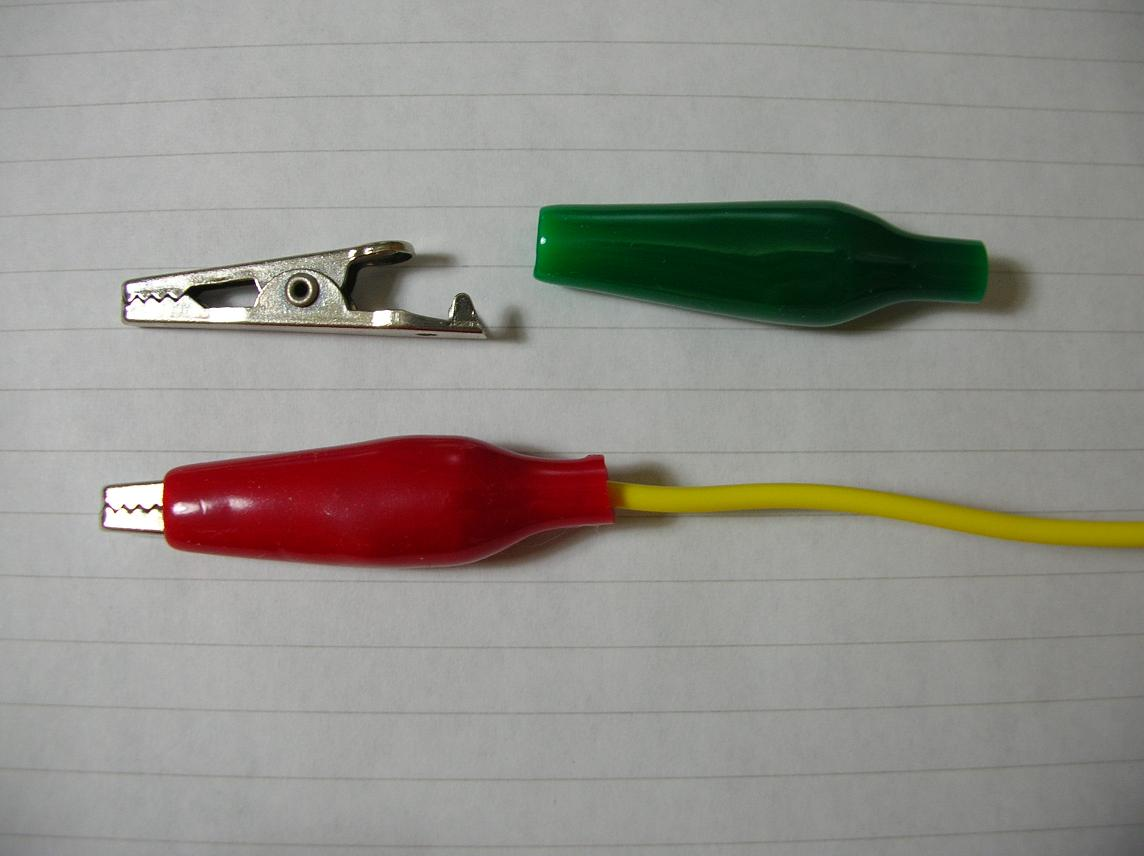
みの虫クリップ
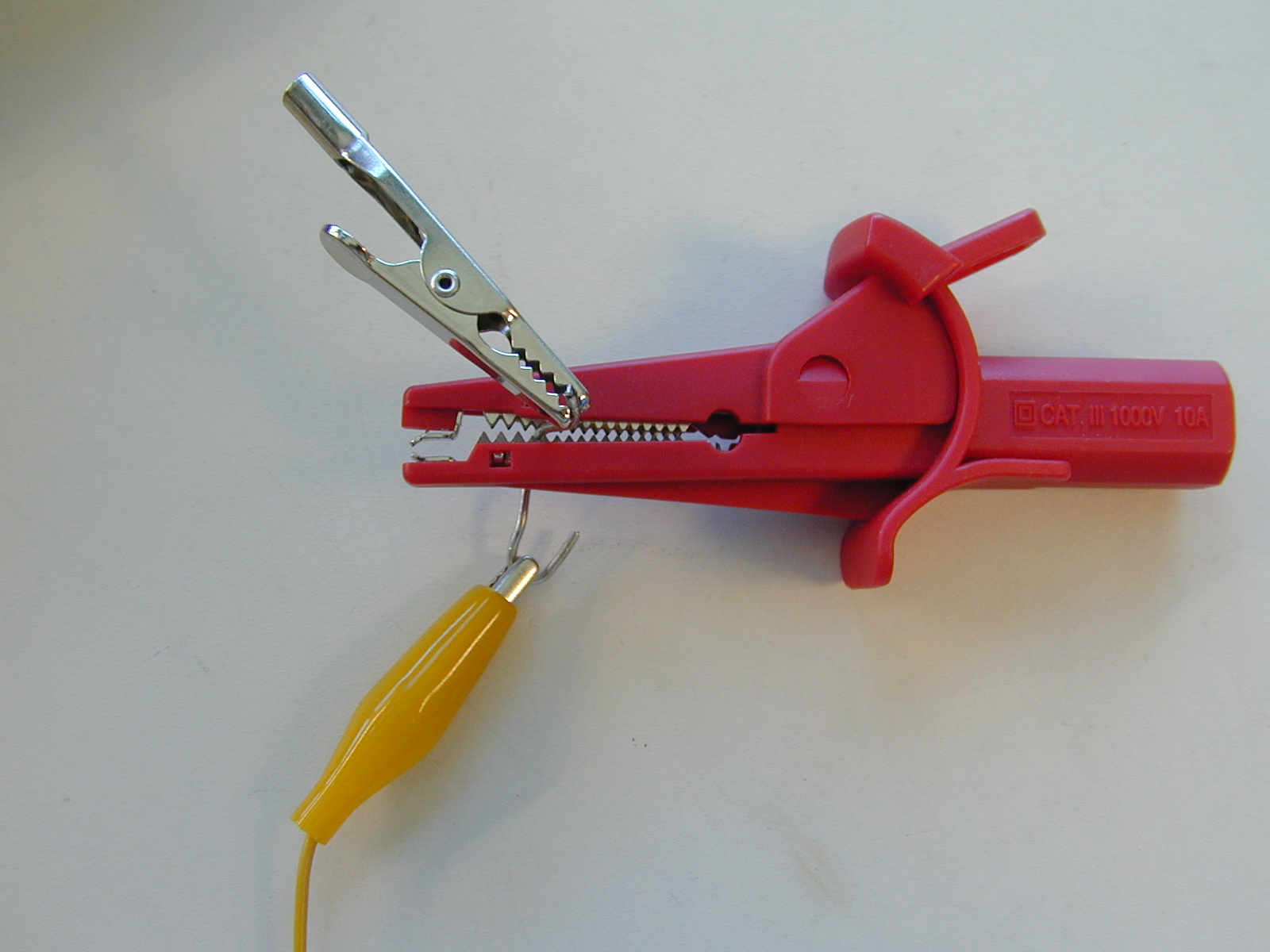
ワニグチクリップ（赤色）
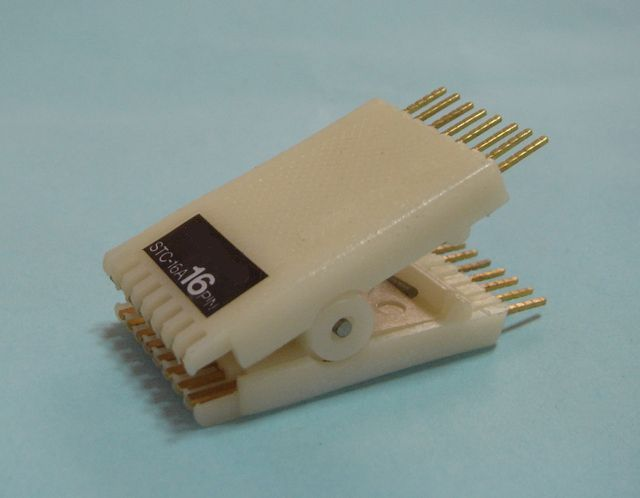
ICテストクリップ

### 食品の保存

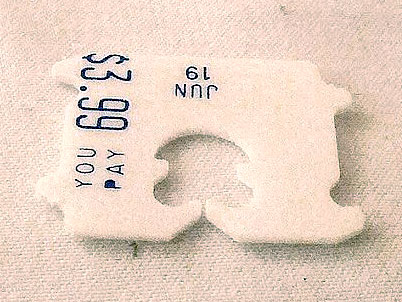
バッグ・クロージャー

- 魚肉ソーセージの両端についている、金属製の留め具。
- パック牛乳用クリップ - 牛乳が周囲の臭いを吸収するのを防ぐ。
- バッグ・クロージャー - パンの袋を閉じる。

### その他

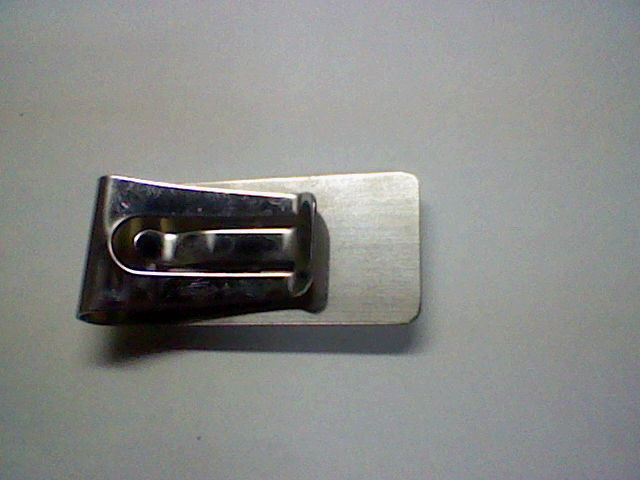
マネークリップ

- ペンなどの比較的軽い物に付帯し、ポケットの縁や書類を挿む事で携行や取り出しを簡便にするための突起。
- アパレル製品では、型崩れ防止の台紙への固定に、金属製クリップが先端のバリが生地を傷つけたり錆による染みを生じるのを避けるため、合成樹脂のクリップが使用される。
- 火器で銃弾の装填に用いる挿弾子。
- マネークリップ - 紙幣を束ねるのに使う。
- ヘアクリップ - 髪をまとめる装飾品として使う。
- カラークリップ - カラーピンの一種でネクタイに用いる。
- Binding & hem clip - 髪や裁縫に使われる。